# Friedrich Deml
Friedrich Deml (* 15. Februar 1901 in Ebrach; † 14. November 1994 in Bamberg) ist ein ehemaliger Gymnasiallehrer und deutscher Schriftsteller.

## Leben
Deml wurde in einer bäuerlichen Familie in Ebrach geboren. Er studierte Germanistik, Geschichte, Kunstgeschichte, Erdkunde und Geopolitik in München und Wien. In dieser Zeit fand er den Zugang zur Literatur. Sein Vorbild war Friedrich Nietzsche, in dem er ein Fanal der Zukunft zu erkennen glaubte.
Schon 1923 arbeitete Deml in Regensburg aktiv an der ersten nationalsozialistischen Kampfzeitung mit. In dieser Zeit dichtete er eine Art Mysterienspiel in Prosa mit dem Titel Der Antichrist. Dadurch kam er mit dem Dichter Hans Brandenburg in engere Verbindung, die sich zu einer Freundschaft entwickelte und auch nicht abriss, nachdem Deml in Oberschlesien als Lehrer arbeitete. Nach Beendigung seiner Studienzeit wurde er für zwei Jahre Studienassessor am Gymnasium in Leobschütz/OS, dann am Klosterlyzeum in Oppeln, und 1934 Studienrat sowie Seminarleiter in Gleiwitz. Während seines schlesischen Aufenthaltes, den er als „Verbannung“ empfand, schrieb er zwei Gedichtbände, einige Hörspiele und mehrere Erzählungen und Novellen.
Hans Brandenburg, der schon zuvor Demls Manuskripte gelesen und kritisiert hatte, setzte sich dafür ein, dass sein Freund nach zehn Jahren Lehrerdasein im Jahr 1938 nach Franken zurückkehren und dann in Bamberg als Studienrat am Lyzeum lehren konnte. Auf Vorschlag Hans Brandenburgs wurde Deml 1938 als erstes neues Mitglied von den Teilnehmern des Bamberger Dichterkreises zugewählt. Er fand dort Anerkennung, nahm an allen öffentlichen Veranstaltungen des Dichterkreises teil und las auch aus seinen Werken. Im Anschluss an das Dichtertreffen 1938 in Bamberg wurde die Gründung der E.T.A. Hoffmann-Gesellschaft unter Mithilfe des Bamberger Dichterkreises proklamiert; aus diesem Anlass erschien 1939 der Sammelband Tafelrunde bei E. Th. A. Hoffmann, der zwei Texte von Friedrich Deml enthält.
In den ersten Kriegsjahren veranstaltete Deml in der Verbindung mit der nationalsozialistischen Organisation Kraft durch Freude einige E.-T.-A.-Hoffmann-Feiern. Nach dem Krieg erinnerte an den nicht mehr existierenden Dichterkreis nur noch Demls Mitarbeit als stellvertretender Vorsitzender der E.T.A. Hoffmann-Gesellschaft mit einigen Beiträgen für die Mitteilungen der E.T.A. Hoffmann-Gesellschaft.
Demls Novellenband Das irdische Abenteuer mit seinem christlich gemeinten Wahlspruch „Glaube und Macht“ erregte 1938 Anstoß, vor allem in der NSDAP, denn ein Rezensent sprach die Empfehlung aus, „Deml dem Kreml zu überantworten, falls der Platz des Hofdichters […] demnächst durch einen der üblichen Genickschüsse frei werden sollte“. Diese denunziatorische Kritik hatte aber keinerlei Folgen, da die Nationalsozialisten ihm seinen „Willen zu den natürlichen Werten von Heimat, Volk, Reich, Nation“ nicht absprechen wollten. Demls propagierte Religiosität widersprach nicht der Idee der nationalen Sendung, denn der Reichsgedanke war für ihn eng mit seinem Glauben verbunden. Aus seiner Sicht war der zielbewusste Kampf um den deutschen Lebensraum in Europa eine geopolitische Realität. Bis zu seiner Einberufung zur Wehrmacht 1942 nahm Deml, um seine Glaubwürdigkeit gegenüber der Partei zu unterstreichen, an kulturpolitischen Veranstaltungen der NSDAP teil.
Nach seiner Einberufung wurde er in Norwegen eingesetzt und war, laut eigener Aussage, Angehöriger der deutsch-norwegischen Widerstandsbewegung im Umkreis von Moltke-Steltzer, die dem Kreisauer Kreis nahestanden. Demls Soldatenzeit in Norwegen endete in der Kriegsgefangenschaft; daraus entlassen, hielt er sich zwei Jahre in Schleswig-Holstein auf, wo er eine zweijährige Tätigkeit unter dem Ministerpräsidenten Steltzer begann.
1947 kehrte Deml nach Bamberg zurück und unterrichtete dort zunächst am Lyzeum, wechselte 1953 an das E.T.A.-Hoffmann-Gymnasium und lehrte ab 1960 auch an der Pädagogischen Hochschule Volkskunde und Heimatkunde. In der Nachkriegszeit veröffentlichte Deml weiterhin Erzählungen und Gedichtbände. In seiner Heinrich von Kleist gewidmeten Novelle Kleist in Würzburg, die erstmals 1937 im Sammelband Das irdische Abenteuer und 1962 in einer Einzelausgabe ohne nennenswerte Korrekturen erschien, beschreibt er Kleists Suche nach Sinn und Sendung seines Lebens.
Demls Vorwurf aus dem Jahr 1954, dass die Stadt Bamberg seine Kollegen aus dem Bamberger Dichterkreis einfach im Stich gelassen hätte, verwundert angesichts der Tatsache, dass einige dieser Autoren, auch noch nach 1945 als überzeugte Nationalsozialisten auftraten. Der visionäre Plan Demls, einen neuen Dichterkreis mit christlich-abendländischer Tendenz zu etablieren blieb ein frommer Wunsch des Autors. Seiner literarischen Ausrichtung war dies nicht abträglich: Er verfasste ein Schauspiel namens Die Stunde des Pilatus, das im März 1955 in der säkularisierten, zu dieser Zeit kulturell genutzten, Dominikanerkirche in Bamberg aufgeführt wurde, aber nicht gedruckt erschien.
Als eines der wenigen noch lebenden Mitglieder des Bamberger Dichterkreises stand Friedrich Deml noch einmal im Mittelpunkt, als am Jahrestag der Befreiung, dem 8. Mai 1985, in Bamberg die Ausstellung Der Bamberger Dichterkreis. 1936–1943 in der Staatsbibliothek Bamberg eröffnet wurde. Dort kam es während der Ausstellungseröffnung zu einem Eklat zwischen dem anwesenden Publikum und Deml über dessen Wirken im Nationalsozialismus. Anschließend wurde in Leserbriefen der Lokalzeitung Fränkischer Tag zwischen dem Initiator der Ausstellung, Wulf Segebrecht, und Demls Sohn und seinem Schwiegersohn diese Debatte, ob nun Deml als Mitläufer des nationalsozialistischen Regimes oder als Widerstandskämpfer einzustufen sei, fortgesetzt. Noch 1994 fragte man sich in Bamberg anlässlich einer Lesung ausgewählter Werke Demls, ob dieser Autor anfällig für die Ideologie des Dritten Reiches gewesen war. Demls Erzählung Der Faltbootfahrer aus dem Jahr 1933 provozierte im Anschluss der Lesung ein besonderes Unbehagen beim anwesenden Publikum.
Sein literarisches Werk besteht aus Lyrik, Romanen, Novellen, Schauspielen und Essayistik, Hörspielen und einem Libretto. Zahlreiche Gedichte und Erzählungen Demls zeichnen sich durch religiöse Themen aus. Friedrich Deml verstarb hochbetagt 1994 in Bamberg.

## Ehrungen
- Max-Dauthendey-Plakette
- Eichendorff-Medaille
- Bundesverdienstkreuz am Bande (1. Februar 1977)[10]
- Ehrenring des Deutschen Kulturwerkes Europäischen Geistes
- Ritter von San Yuste

## Werke
- Der Antichrist. (unveröffentlicht)
- Die Sprache der Dinge. Gedichte. Kösel & Pustet, München 1932.
  - Tschechische Übersetzung: Mluva věcí. Übersetzt aus dem Deutschen von O. F. Babler. Herausgegeben von František Vik. Hlasy, Svatý Kopeček 1938.
- Der Faltbootfahrer (= Dichter der Gegenwart; Band 5). Kösel & Pustet, München 1933.
- Das Totenbrett und andere Erzählungen aus Bayern und Franken. Styria, Graz 1934.
- Regensburg, die steinerne Sage. Gedichte Manz, Regensburg/München 1935.
- Vorwort. In: Paul Habraschka: Nach der Schicht. Gedichte. Der Oberschlesier, Oppeln 1936.
- Die fränkische Fuge. In: Zehn Dichter-zehn Landschaften. Verlag Otto Janke, Leipzig 1937.
- Das irdische Abenteuer. Neun Erzählungen und ein episches Gedicht. Herder, Freiburg im Breisgau 1937.
- Selbstzeugnis. In: Bayerische Ostmark, 20. Mai 1938.
- E. Th. A. Hoffmanns Gesicht. In: Heinrich Zerkaulen (Hrsg.): Tafelrunde bei E. Th. A. Hoffmann. Verlag Otto Janke, Leipzig 1939, S. 123–127.
  - Wiederveröffentlicht in: Mitteilungen der E.T.A. Hoffmann-Gesellschaft, 5. Heft, 1958, S. 30–32.
- Der Maler und das Meer. Henn, Ratingen 1940.
- Ewige Wandlung. Vom Gesetz des Wassers (= Münchner Lesebogen; Band 45). Gerber, München 1941.
- Das Antlitz der Sybille. Pattloch, Aschaffenburg 1948.
- Das Spiel von der Versuchung Kaiser Heinrichs (= Nürnberger Spiele; 12). Glock & Lutz, Nürnberg 1948.
- Die goldene Maske. Abenteuer im Reiche der Inkas und in den Urwäldern Amazoniens. Pattloch, Aschaffenburg 1951.
- Bamberg und die Dichter. 4. Folgen. In: Fränkisches Land. Beiheft zum Neuen Volksblatt, 24. April bis 20. Juli 1954.
- Die Stunde des Pilatus. (Aufgeführtes, aber ungedrucktes Schauspiel.)
- Hoffmanneske. In: Mitteilungen der E.T.A. Hoffmann-Gesellschaft, 6. Heft, 1959, S. 25.
- Sonnenmaske oder Der gejagte Jäger. Glock & Lutz, Nürnberg 1960.
- Zum Gedächtnis Hans Leitherers. In: Mitteilungen der E.T.A. Hoffmann-Gesellschaft, 10. Heft, 1963, S. 1–2.
- Kleist in Würzburg (= Sammlung Delta; Band 2). Leo Leonhardt Verlag, Würzburg 1962.
- (Text zur Komposition von Heinrich Barthelmes) Gesänge zur Trauung. Sätze. Coppenrath, Altötting 1964.
- Die Frau des Ostens. Ein Hedwigsspiel. 1965.
- Sol invictus. Unbesiegbare Sonne. Roman. Bargezzi, Bern 1966.
- E. T. A. Hoffmann als lebendige Gegenwart. In: Mitteilungen der E.T.A. Hoffmann-Gesellschaft, 13. Heft, 1967, S. 1–2.
- Wege und Umwege. 16 Folgen. In: Bamberger Volksblatt, 4. Oktober bis 30. Dezember 1969.
- Das 1000jährige Bamberg und die Reichsidee. In: Franken-Ruf. Mitteilungen des Kulturbundes Franken, 2/1972 bis 1/1973.
- Im Kern der Atome. Gedichte. Hohenloher Druck- und Verlagshaus, Gerabronn/Crailsheim 1974; ISBN 3-87354-048-7.
- Requiem für Friedrich Nietzsche. In: Heinrichsblatt, 15. Februar 1976.

### Veröffentlichungen im St.-Heinrichs-Kalender der Erzdiözese Bamberg
- Professor Nichterlein oder Das Zeitalter der Illusionen, 1949, S. 20; 1984 S. 76
- Die Madonna des Mathias Grünewald, 1950 S. 30
- Die Dorfkirche, 1951 S. 92
- Die Erntefuhr, 1952 S. 64
- Der Brandstifter von Langheim; nach einer alten Volkssage, 1953
- Die Eröffnung des Bähnchens, 1954 S. 82
- Drei Könige auf dem Weg, ein Gedicht, 1958 S. 31
- Die Dorfkirche in Oberschlesien, 1958 S. 69
- Der Schnitter, 1958 S. 86
- Melodie des Feldwegs, 1959 S. 52
- Die Brünnelesfeger, 1959 S. 86
- Die Erntefuhr, 1959 S. 87
- Die Einweihung des Scheßlitzer Bahn, 1959 S. 89
- Fränkische Ladschaftsmelodie, S. 47
- Bauernbrot bricht alle Not, 1960 S. 74
- Kaiser Friedrichs Ritt nach Speyer, 1962 S. 44
- Der Kroneif der Kaiserin, 1962 S. 42
- Bamberg und seine Fischerei, eine Betrachtung, 1961 S. 49
- Begegnung in Schlesien 1960, 1963 S. 81
- Hoffmanns Gesicht, 1964 S. 37
- Hugo von Trimberg, eine Betrachtung über den Renner, 1967 S. 32
- Begegnung auf Burg Wildenberg, eine Prosaballade, 1967 S. 37
- Heimkehr nach Bamberg 1945, 1970 S. 64
- Der Sternenmantel, 1974 S. 39
- Altfränkische Histörchen, 1983 S. 92
- Der falsche Erzbischof, 1984 S. 73
- Seine Kapitulation, oder Die Stunde der Wahrheit, 1984 S. 75
- Der Luftschuster, 1985 S. 76
- Das Antiquitätenfräulein, 1985 S. 74